# Napoleon (bok)
Napoleon, är en populärhistorisk bok, skriven av Herman Lindqvist, utgiven 2004. 
Boken låg etta på bestsellerlistan under hösten 2004.
Den har också gjorts till ljudbok.

## Handling
På 608 sidor sammanfattar Herman Lindqvist den franske kejsaren Napoleons liv, från födelsen på Korsika 1769 till döden på atlantön Sankt Helena 1821. 

### Fotnoter
1. ↑  Norstedts.se Läst 26 december 2017.